# Mousa Ali
O Mousa Ali é um estratovulcão cujo cume forma a tríplice fronteira Djibuti-Eritreia-Etiópia, atingindo os 2021 m de altitude e os 1607 m de proeminência topográfica. É o ponto mais alto do Djibuti.
O cume do vulcão é cortado por uma caldeira vulcânica, que contém domos de lava e escoadas. A última erupção terá ocorrido no Holoceno.
AS três regiões que fazem fronteira são a região de Tadjourah do Djibuti, a região do Mar Vermelho do Sul (Debub-Keih-Bahri) da Eritreia e região Afar da Etiópia.